# Liste der Straßen, Plätze und Brücken in Hamburg-Altona-Nord

Lage von Altona-Nord in Hamburg und im Bezirk Altona (hellrot)

Die Liste der Straßen, Plätze und Brücken in Hamburg-Altona-Nord ist eine Übersicht der im Hamburger Stadtteil Altona-Nord vorhandenen Straßen, Plätze und Brücken. Sie ist Teil der Liste der Verkehrsflächen in Hamburg.

## Überblick
In Altona-Nord (Ortsteilnummern 208 bis 210) leben 26807 Einwohner (Stand: 31. Dezember 2023) auf 2,2 km². Altona-Nord liegt in den Postleitzahlenbereichen 20357, 22765 und 22769.
In Altona-Nord gibt es 80 benannte Verkehrsflächen, darunter fünf Plätze, eine Fußgängerbrücke und einen Fußgängertunnel. Eine Motivgruppe nördlich der Stresemannstraße erinnert an Schauplätze im Zusammenhang mit den Dänisch-Deutschen Kriegen 1848 bis 1851 und 1864. (Siehe Spalte „Anmerkungen“)

## Übersicht der Straßen
Die nachfolgende Tabelle gibt eine Übersicht über alle benannten Verkehrsflächen – Straßen, Plätze und Brücken – im Stadtteil sowie einige dazugehörige Informationen. Im Einzelnen sind dies:
- Name/Lage: aktuelle Bezeichnung der Straße, des Platzes oder der Brücke. Über den Link (Lage) kann die Straße, der Platz oder die Brücke auf verschiedenen Kartendiensten angezeigt werden. Die Geoposition gibt dabei ungefähr die Mitte an. Bei längeren Straßen, die durch zwei oder mehr Stadtteile führen, kann es daher sein, dass die Koordinate in einem anderen Stadtteil liegt.
- Straßenschlüssel: amtlicher Straßenschlüssel, bestehend aus einem Buchstaben (Anfangsbuchstabe der Straße, des Platzes oder der Brücke) und einer dreistelligen Nummer.
- Länge/Maße in Metern:
Hinweis: Die in der Übersicht enthaltenen Längenangaben sind nach mathematischen Regeln auf- oder abgerundete Übersichtswerte, die im Digitalen Atlas Nord[1] mit dem dortigen Maßstab ermittelt wurden. Sie dienen eher Vergleichszwecken und werden, sofern amtliche Werte bekannt sind, ausgetauscht und gesondert gekennzeichnet.
Bei Plätzen sind die Maße in der Form a × b bei rechteckigen Anlagen oder a × b × c bei dreiecksförmigen Anlagen mit a als längster Kante dargestellt.
Der Zusatz (im Stadtteil) gibt an, wie lang die Straße innerhalb des Stadtteils ist, sofern sie durch mehrere Stadtteile verläuft.
- Namensherkunft: Ursprung oder Bezug des Namens.
- Datum der Benennung: Jahr der offiziellen Benennung oder der Ersterwähnung eines Namens, bei Unsicherheiten auch die Angabe eines Zeitraums.
- Anmerkungen: Weitere Informationen bezüglich anliegender Institutionen, der Geschichte der Straße, historischer Bezeichnungen, Baudenkmale usw.
- Bild: Foto der Straße oder eines anliegenden Objektes.

| Name/Lage                           | Straßen- schlüssel | Länge/Maße (in Metern)                | Namensherkunft | Datum der Benennung | Anmerkungen | Bild                                                 |
| ----------------------------------- | ------------------ | ------------------------------------- | --- | ------------------- | --- | ---------------------------------------------------- |
| Alsenplatz (Lage)                   | A088               | 0115 × 90 × 80 × 55                   | in Anlehnung an die Alsenstraße | 1893                | Motivgruppe: „Deutsch-Dänische Kriege“ | Alsenplatz                                           |
| Alsenstraße (Lage)                  | A089               | 0540                                  | Alsen (dän. Als), Ostseeinsel | 1893                | Motivgruppe: „Deutsch-Dänische Kriege“ | Alsenstraße                                          |
| An der Kleiderkasse (Lage)          | A750               | 0200                                  | nach der als Kleiderkasse bezeichneten Ausgabestelle für Dienstkleidung von Bahnmitarbeitern auf dem Gelände des ehemaligen Güterbahnhofs | 2016                | | An der Kleiderkasse                                  |
| Arnisstraße (Lage)                  | A470               | 0090                                  | Arnis, Stadt in Schleswig-Holstein | 1927                | Motivgruppe: „Deutsch-Dänische Kriege“ | Arnisstraße                                          |
| Arnkielstraße (Lage)                | A471               | 0140                                  | Arnkiel, Halbinsel als Teil der dänischen Insel Alsen                                                                                     | um 1901             | Motivgruppe: „Deutsch-Dänische Kriege“ | Arnkielstraße                                        |
| Augustenburger Straße (Lage)        | A522               | 0625                                  | Augustenburg (dän. Augustenborg), Stadt in Dänemark                                                                                       | 1910                | Motivgruppe: „Deutsch-Dänische Kriege“ | Augustenburger Straße                                |
| Bei der Pauluskirche (Lage)         | B786               | 0120                                  | nach der Lage an der Pauluskirche | 1975                | | Bei der Pauluskirche                                 |
| Bodenstedtstraße (Lage)             | B429               | 0265                                  | Friedrich von Bodenstedt (1819–1892), Schriftsteller und Theaterintendant                                                                 | 1893                | | Bodenstedtstraße                                     |
| Diebsteichbrücke (Lage)             | –                  | 0040                                  | in Anlehnung an die Straße Am Diebsteich, überquert die Bahngleise beim gleichnamigen S-Bahnhof                                           | 1969                | | Diebsteichbrücke                                     |
| Diebsteichtunnel (Lage)             | –                  | 0045 (im Stadtteil)                   | in Anlehnung an die Straße Am Diebsteich, unterquert die Bahngleise beim gleichnamigen S-Bahnhof                                          | 1969                | westlicher Teil in Bahrenfeld; (wegen des Umbaus des Bahnhofs Diebsteich bis mindestens 2027 gesperrt und nicht zugänglich) |                                                      |
| Domenica-Niehoff-Twiete (Lage)      | D289               | 0055                                  | Domenica Niehoff (1945–2009), Prostituierte, später Sozialarbeiterin                                                                      | 2016                | | Domenica-Niehoff-Twiete                              |
| Düppelstraße (Lage)                 | D216               | 0255                                  | Düppel (dän. Dybbøl), Gemeinde in Dänemark                                                                                                | 1893                | Motivgruppe: „Deutsch-Dänische Kriege“ | Düppelstraße                                         |
| Duschweg (Lage)                     | D233               | 0175                                  | Johann Jakob Dusch (1725–1787), Dichter                                                                                                   | 1951                | vor 1951: Sedanstraße | Duschweg                                             |
| Eckernförder Straße (Lage)          | E279               | 0630                                  | Eckernförde, Stadt in Schleswig-Holstein                                                                                                  | 1973                | | Eckernförder Straße                                  |
| Eduard-Duckesz-Straße (Lage)        | E358               | 0085                                  | Eduard Duckesz (1868–1944), Rabbiner, Opfer des Nationalsozialismus                                                                       | 2016                | | Eduard-Duckesz-Straße                                |
| Eggerstedtstraße (Lage)             | E041               | 0305                                  | Otto Eggerstedt (1886–1933), SPD-Politiker, Opfer des Nationalsozialismus                                                                 | 1951                | vor 1951: Viktoriastraße | Eggerstedtstraße                                     |
| Eimsbütteler Straße (Lage)          | E097               | 0905 (im Stadtteil)                   | nach der Lage im Stadtteil | 1846                | Komplett in Eimsbüttel befinden sich zwei kurze Abschnitte von ca. 20 Metern im Norden und 25 Metern im Süden, dazwischen liegen nur die Grundstücke auf der Nordostseite in Eimsbüttel, der südwestliche Teil und die komplette Straßenfläche finden sich auf dem Gebiet von Altona-Nord. | Eimsbütteler Straße                                  |
| Elfriede-Land-Weg (Lage)            | E355               | 0085                                  | Elfriede Land (1934–1993), eine der ersten Busfahrerinnen Deutschlands                                                                    | 2016                | | Elfriede-Land-Weg                                    |
| Emma-Poel-Straße (Lage)             | E356               | 0230                                  | Emma Poel (1811–1891), Mitbegründerin der organisierten Diakonie in Deutschland                                                           | 2016                | | Emma-Poel-Straße                                     |
| Erika-Krauß-Twiete (Lage)           | E359               | 0070                                  | Erika Krauß (1917–2013), Pressefotografin                                                                                                 | 2016                | | Erika-Krauß-Twiete                                   |
| Eva-Rühmkorf-Straße (Lage)          | E357               | 0210                                  | Eva Rühmkorf (1935–2013), SPD-Politikerin                                                                                                 | 2016                | | Eva-Rühmkorf-Straße                                  |
| Felicitas-Kukuck-Straße (Lage)      | F358               | 0245                                  | Felicitas Kukuck (1914–2001), Komponistin                                                                                                 | 2016                | | Felicitas-Kukuck-Straße                              |
| Gefionstraße (Lage)                 | G038               | 0290                                  | Gefion, dänische Segelfregatte | 1893                | Motivgruppe: „Deutsch-Dänische Kriege“ | Gefionstraße                                         |
| Gerichtstraße (Lage)                | G073               | 0555                                  | nach der Lage beim Amtsgericht Hamburg-Altona                                                                                             | 1872                | | Gerichtstraße                                        |
| Glückel-von-Hameln-Straße (Lage)    | G507               | 0270                                  | Glückel von Hameln (1646–1724), Kauffrau                                                                                                  | 2016                | | Glückel-von-Hameln-Straße                            |
| Glücksburger Straße (Lage)          | G122               | 0190                                  | Glücksburg, Stadt in Schleswig-Holstein                                                                                                   | 1903                | | Glücksburger Straße                                  |
| Goetheallee (Lage)                  | G141               | 0320                                  | Johann Wolfgang von Goethe (1749–1832), Dichter                                                                                           | 1928                | vor 1928: Fritz-Reuter-Straße | Goetheallee                                          |
| Goldbachstraße (Lage)               | G149               | 0120                                  | Anton Goldbach (1604–1680), Kirchenvogt in Ottensen und 1664 Erster Bürgermeister in Altona                                               | 1950                | vor 1950: Jahnstraße | Goldbachstraße                                       |
| Grabbestraße (Lage)                 | G187               | 0060                                  | Christian Dietrich Grabbe (1801–1836), Dramatiker                                                                                         | 1950                | vor 1950: Körnerstraße | Grabbestraße                                         |
| Große Bahnstraße (Lage)             | G262               | 0370 (im Stadtteil)                   | nach der Lage an der früheren Altona-Kieler Eisenbahn                                                                                     | 1893                | nördlich des Haferwegs in Stellingen | Große Bahnstraße                                     |
| Haferweg (Lage)                     | H030               | 0465                                  | nach einer Flurbezeichnung | 1893                | Grundstücke auf der Nordseite in Stellingen, komplette Straßenfläche und Grundstücke auf der Südseite in Altona-Nord | Haferweg                                             |
| Hans-Sachs-Straße (Lage)            | H115               | 0120                                  | Hans Sachs (1494–1576), Schuhmacher und Meistersinger                                                                                     | 1933                | vor 1933: Chemnitzstraße | Hans-Sachs-Straße                                    |
| Harkortstieg (Lage)                 | H137               | 0070                                  | in Anlehnung an die Harkortstraße | 1950                | | Harkortstieg                                         |
| Harkortstraße (Lage)                | H138               | 0955                                  | Friedrich Harkort (1793–1880), Unternehmer und Politiker                                                                                  | 1950                | | Harkortstraße                                        |
| Haubachstraße (Lage)                | H190               | 0935                                  | Theodor Haubach (1896–1945), SPD-Politiker, Opfer des Nationalsozialismus                                                                 | 1947                | vor 1947: Herderstraße, Einunddreißiger Straße | Haubachstraße                                        |
| Helenenstieg (Lage)                 | H318               | 0090                                  | in Anlehnung an die Helenenstraße | 1953                | Fußweg | Helenenstieg                                         |
| Helenenstraße (Lage)                | H319               | 0195                                  | Helene Donner (1819–1909), Stifterin | 1950                | | Helenenstraße                                        |
| Helga-Feddersen-Twiete (Lage)       | H869               | 0055                                  | Helga Feddersen (1930–1990), Schauspielerin und Drehbuchautorin                                                                           | 2016                | | Helga-Feddersen-Twiete                               |
| Hoherade (Lage)                     | H560               | 0220                                  | nach einem Flurnamen, der hoch gelegenes, gerodetes Ackerland meint                                                                       | 1903                | | Hoherade                                             |
| Holstenstraße (Lage)                | H590               | 0505 (im Stadtteil)                   | nach dem Volksstamm der Holsten | 1846                | Verlauf von Norden nach Süden: Zwischen Stresemannstraße und Bahnbrücke in Altona-Nord, zwischen Bahnbrücke und Max-Brauer-Allee nur die westliche Straßenhälfte, östliche Hälfte in Altona-Altstadt, ab Max-Brauer-Allee bis zum Ende komplett in Altona-Altstadt. | Holstenstraße                                        |
| Holtenaustraße (Lage)               | H594               | 0075                                  | Kieler Stadtteil Holtenau | 1950                | Kein Straßenschild vorhanden | Holtenaustraße                                       |
| Immermannstraße (Lage)              | I072               | 0120                                  | Karl Immermann (1796–1840), Schriftsteller                                                                                                | 1910                | | Immermannstraße                                      |
| Isebekstieg (Lage)                  | I120               | 0285                                  | in Anlehnung an die Isebekstraße | 1969                | Fußweg | Isebekstieg                                          |
| Isebekstraße (Lage)                 | I104               | 0240                                  | nach der Lage bei der ehemaligen Isebek                                                                                                   | 1901                | | Isebekstraße                                         |
| Julius-Leber-Straße (Lage)          | J092               | 0530                                  | Julius Leber (1891–1945), SPD-Politiker, Opfer des Nationalsozialismus                                                                    | 1951                | vor 1951: Lessingstraße | Julius-Leber-Straße                                  |
| Kaltenkirchener Straße (Lage)       | K040               | 0125                                  | Kaltenkirchen, Stadt in Schleswig-Holstein                                                                                                | 1912                | | Kaltenkirchener Straße                               |
| Kaltenkircher Platz (Lage)          | K041               | 0065 × 60 × 40 × 30                   | in Anlehnung an die Kaltenkirchener Straße                                                                                                | 1950                | vor 1950: Sonderburger Platz | Kaltenkircher Platz                                  |
| Kieler Straße (Lage)                | K160               | 0735 (im Stadtteil)                   | Kiel, Landeshauptstadt von Schleswig-Holstein                                                                                             | 1840                | Verlauf von Süd nach Nord: Zwischen Stresemannstraße und Ophagen komplett in Altona-Nord, zwischen Ophagen und Haferweg nur die Grundstücke auf der westlichen Seite sowie zwischen Ophagen und Hausnummer 90 nur die Grundstücke auf der östlichen Seite; zwischen Ophagen und Haferkamp liegt die Straßenfläche in Eimsbüttel, ab Hausnummer 92 auch die Grundstücke auf der Ostseite; zwischen Haferweg und Tiedemannstraße verläuft die Stadtteilgrenze zwischen Eimsbüttel (östliche Seite) und Stellingen (westliche Seite) in der Straßenmitte; zwischen Tiedemannstraße und den Bahngleisen nördlich des Düngelskamps liegt die Kieler Straße komplett in Stellingen, nördlich der Bahngleise dann geht sie nach Eidelstedt über, wo sie am Eidelstedter Platz endet; Teil der Bundesstraßen 4 und 5 | Kieler Straße (Altona-Nord)                          |
| Koldingstraße (Lage)                | K346               | 0180                                  | Kolding, Stadt in Dänemark | 1893                | Motivgruppe: „Deutsch-Dänische Kriege“ | Koldingstraße                                        |
| Langenfelder Straße (Lage)          | L040               | 1155                                  | Stellinger Ortsteil Langenfelde | 1871                | | Langenfelder Straße                                  |
| Lille Torv (Lage)                   | L403               | 0045                                  | dänisch für Kleiner Platz | 2016                | Zur Erinnerung an die lange deutsch-dänische Geschichte Altonas. | Lille Torv (HH-Altona-Nord)                          |
| Lippmannstraße (Lage)               | L197               | 0045 (im Stadtteil)                   | Gabriel Lippmann (1845–1921), Physiker und Nobelpreisträger für Physik 1908                                                               | 1948                | südlich der Bahngleise in Sternschanze vor 1948: Friedensstraße | Lippmannstraße (Altona-Nord)                         |
| Löfflerstraße (Lage)                | L206               | 0200                                  | Friedrich Loeffler (1852–1915), Bakteriologe                                                                                              | 1947                | vor 1947: Claudiusstraße, Otto-Billmann-Straße | Löfflerstraße                                        |
| Lunapark (Lage)                     | L310               | 0185                                  | nach dem ehemaligen, 1913 eröffneten Vergnügungspark                                                                                      | 1929                | | Lunapark (HH-Altona-Nord)                            |
| Mariannenruh-Platz (Lage)           | M456               | 0040 × 40 × 35 × 30                   | nach dem gleichnamigen Ausflugslokal, das von Marianne Ruaux geführt wurde                                                                | 2016                | | Mariannenruh-Platz                                   |
| Max-Brauer-Allee (Lage)             | M379               | 2225 (im Stadtteil)                   | Max Brauer (1887–1973), SPD-Politiker und Hamburger Bürgermeister                                                                         | 1975                | nördlich der Sternbrücke (Kreuzung Stresemannstraße) in Altona-Nord, südlich davon in Altona-Altstadt, direkt auf der Kreuzung liegt ein kleiner nordöstlicher Teil auf dem Gebiet der Sternschanze, zwischen Holstenstraße und dem Paul-Nevermann-Platz verläuft in der Straßenmitte die Stadtteilgrenze zwischen Altona-Nord und Altona-Altstadt, zwischen Paul-Nevermann-Platz und Palmaille liegt die Straße komplett in Altona-Altstadt; vor 1975: Allee | Max-Brauer-Allee                                     |
| Memellandallee (Lage)               | M146               | 0385                                  | nach dem gleichnamigen Teil Ostpreußens                                                                                                   | 1939                | | Memellandallee                                       |
| Mennonitenstraße (Lage)             | M151               | 0110                                  | nach der Lage bei der Mennonitenkirche | 1935                | | Mennonitenstraße                                     |
| Missundestraße (Lage)               | M204               | 0415                                  | Missunde, Gemeindeteil von Kosel | 1900                | Motivgruppe: „Deutsch-Dänische Kriege“ | Missundestraße                                       |
| Oelkersallee (Lage)                 | O034               | 0435                                  | Jacob Oelkers (1713–1804), Bleicher | 1864                | | Oelkersallee                                         |
| Oeverseestraße (Lage)               | O051               | 0170                                  | Oeversee, Gemeinde im Kreis Schleswig-Flensburg in Schleswig-Holstein                                                                     | 1901                | Motivgruppe: „Deutsch-Dänische Kriege“ | Oeverseestraße                                       |
| Ophagen (Lage)                      | O107               | 0300                                  | nach dem Flurnamen „Der obere Hagen“ | 1903                | | Ophagen                                              |
| Övelgönner Straße (Lage)            | O048               | 0280                                  | nach einer Flurbezeichnung | 1903                | Övelgönne setzt sich aus den Begriffen Gönne (oder günt) für jenseits und övel für am äußersten Rand zusammen. | Övelgönner Straße                                    |
| Paulinenallee (Lage)                | P050               | 0145 (im Stadtteil)                   | Pauline Edelheim (1843–1905), Schwägerin des Grundeigentümers Samuel Ephraim                                                              | 1863                | östlich der Eimsbütteler Straße in Eimsbüttel | Paulinenallee                                        |
| Paul-Nevermann-Platz (Lage)         | P249               | 0215 × 160 × 125 × 100 (im Stadtteil) | Paul Nevermann (1902–1979), SPD, Politiker, von 1961 bis 1965 Erster Bürgermeister Hamburgs                                               | 1984                | vor 1984: Altonaer Bahnhofsplatz; laut Straßenverzeichnis nur in Altona-Altstadt und Altona-Nord, lt. Grundkarte westlicher Teil ab Höhe Ottenser Hauptstraße in Ottensen, in Altona-Altstadt befindet sich lediglich ein schmaler Streifen entlang der Max-Brauer-Allee, ansonsten zu Altona-Nord gehörend | Paul-Nevermann-Platz, Blick von der Max-Brauer-Allee |
| Pinneberger Weg (Lage)              | P128               | 0365                                  | Pinneberg, Kreisstadt in Schleswig-Holstein                                                                                               | 1864                | Grundstücke auf der südwestlichen Seite in Altona-Nord, sonst in Eimsbüttel, insbesondere die Straßenfläche. | Pinneberger Weg                                      |
| Platz der Arbeiterinnen (Lage)      | P271               | 0060 × 50 × 40                        | zur Erinnerung an berufstätige Frauen in früheren typischen „Männerberufen“                                                               | 2016                | | Platz der Arbeiterinnen                              |
| Plöner Straße (Lage)                | P143               | 0510                                  | Plön, Stadt in Schleswig-Holstein | 1950                | | Plöner Straße                                        |
| Präsident-Krahn-Straße (Lage)       | P185               | 0355                                  | Karl Eduard Albert Rudolph Krahn (1839–1894), erster Eisenbahn-Direktionspräsident in Altona von 1884 bis 1894                            | 1894                | | Präsident-Krahn-Straße                               |
| Recha-Ellern-Weg (Lage)             | R462               | 0075                                  | Recha Ellern (1898–1973), Sozialfürsorgerin der Altonaer jüdischen Gemeinde                                                               | 2016                | | Recha-Ellern-Weg                                     |
| Scheel-Plessen-Straße (Lage)        | S126               | 0295                                  | Carl von Scheel-Plessen (1811–1892), Oberpräsident von Altona                                                                             | 1897                | Die Straßenfläche befindet sich komplett in Ottensen, lediglich die Grundstücke Nr. 17 und 19 liegen auf dem Gebiet von Altona-Nord. | Scheel-Plessen-Straße                                |
| Schnellstraße (Lage)                | S255               | 0320                                  | Hermann Schnell (1860–1901), Gymnasiallehrer, Verfasser des ersten Regelwerks für das Schlagballspiel                                     | 1950                | vor 1950: Geibelstraße, Graf-Bose-Straße | Schnellstraße                                        |
| Sommerhuder Straße (Lage)           | S488               | 0280                                  | nach einem früher hier befindlichen Ausflugs- und Tanzlokal „Sommerhude“                                                                  | 1871                | | Sommerhuder Straße                                   |
| Stenvort (Lage)                     | S676               | 0140                                  | nach einem Flurnamen (Steinfurt) | 1907                | | Stenvort                                             |
| Stresemannstraße (Lage)             | S742               | 1375 (im Stadtteil)                   | Gustav Stresemann (1878–1929), Politiker                                                                                                  | 1945                | Straßenverlauf von Ost nach West: Zwischen Neuer Pferdemarkt und Bernstorffstraße Straßenfläche und Grundstücke auf der Südseite in St. Pauli, Grundstücke auf der Nordseite in Sternschanze, zwischen Bernstorffstraße und Max-Brauer-Allee (Sternbrücke) südliche Straßenhälfte in Altona-Altstadt, nördliche Hälfte in Sternschanze, von der Max-Brauer-Allee bis Bahnbrücke in Altona-Nord, westlich der Bahnbrücke bis zum Ende in Bahrenfeld. | Stresemannstraße (Altona-Nord)                       |
| Susanne-von-Paczensky-Straße (Lage) | S958               | 0145                                  | Susanne von Paczensky (1923–2010), Journalistin                                                                                           | 2016                | | Susanne-von-Paczensky-Straße                         |
| Vereinsweg (Lage)                   | V029               | 0065                                  | nach dem Altonaer Bau- und Sparverein, der die Straße anlegte und hier Häuser errichten ließ                                              | 1912                | | Vereinsweg                                           |
| Waidmannstraße (Lage)               | W016               | 0555                                  | nach einem anderen Begriff für den Jäger                                                                                                  | vor 1909            | | Waidmannstraße                                       |
| Walther-Kunze-Straße (Lage)         | W470               | 0280                                  | Walther Kunze (1898–1977), Politiker | 1984                | | Walther-Kunze-Straße                                 |
| Zeiseweg (Lage)                     | Z008               | 0355                                  | Heinrich Zeise (1718–1794), evangelischer Pastor                                                                                          | 1951                | vor 1951: Zeisestraße | Zeiseweg                                             |

## Ehemalige Verkehrsflächen
Im Zuge des Neubaus des S-Bahnhofs Diebsteich wurde der Plöner Stieg aufgehoben.